# Ziusudra

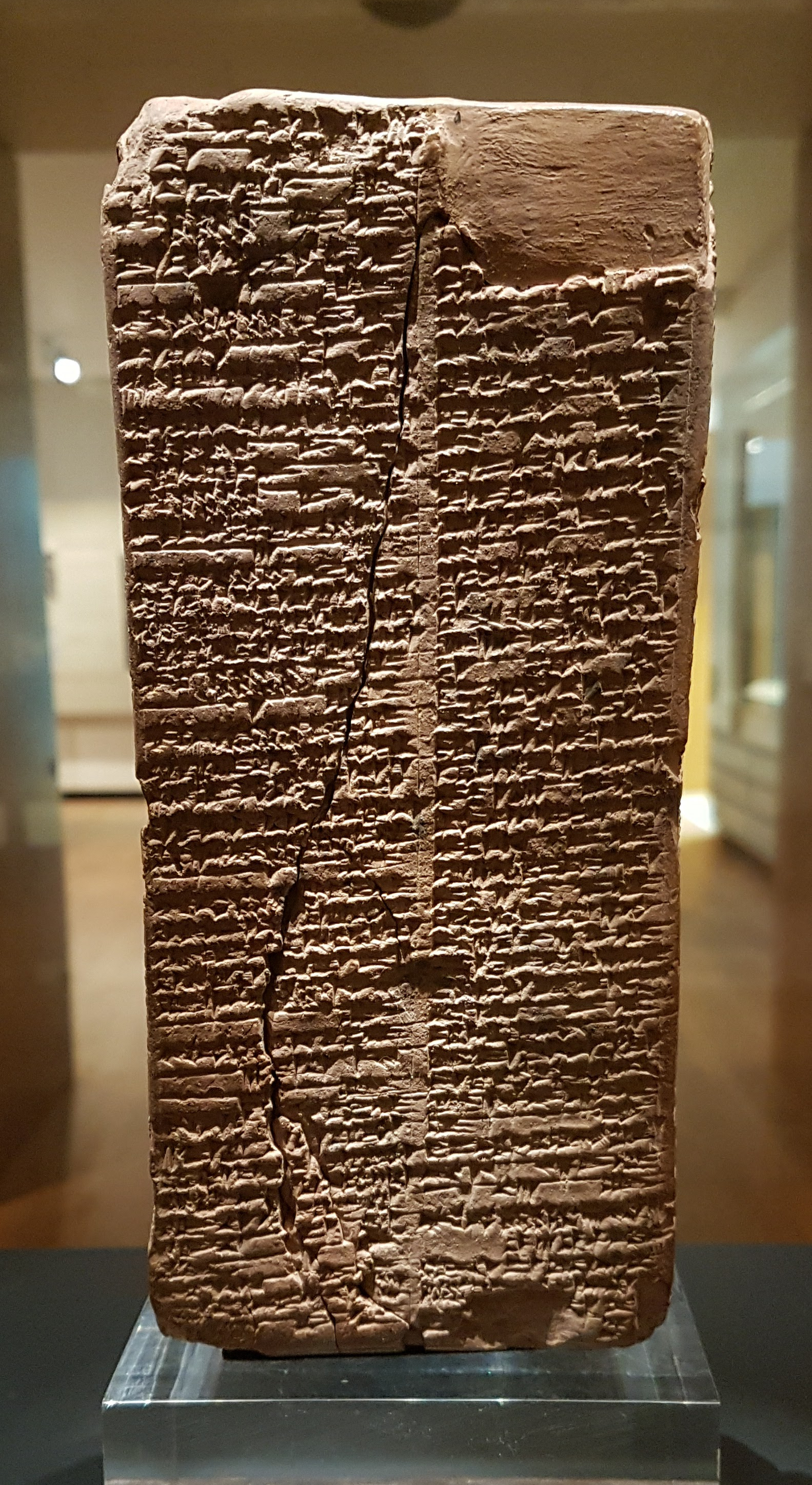
Liste des rois sumériens, 1800 avant J.-C., Larsa, Irak

Ziusudra (« Vie de jours lointains/prolongés » en sumérien) ou Zin-Suddu, en grec Xisouthros ou Xisuthre, est, selon les listes royales sumériennes, le dernier des rois antédiluviens de Sumer.
Ziusudra est dans la tradition sumérienne un antique roi de la cité de Shuruppak, le fils et successeur d'Ubara-Tutu selon la Liste royale sumérienne qui en fait le dernier souverain avant le Déluge. Il apparaît comme une figure illustre et vénérable de la tradition sumérienne.
Dans les Instructions de Shuruppak, connues par des versions remontant aux alentours de 2500 av. J.-C., Ziusudra reçoit les conseils de sagesse de son père, dans ce cas Shuruppak fils d'Ubara-Tutu et non ce dernier, des enseignements relatifs à la conduite des affaires du royaume, de sa famille et de lui-même.
Dans le récit de création surnommé « Genèse d'Eridu », il est le héros du récit du Déluge. Prévenu en songe par un dieu que le genre humain va périr du fait d'un déluge, il construit un grand navire et y fait entrer sa famille ainsi que des animaux de chaque espèce. Quand les eaux baissent, il accoste sur une montagne et reçoit l'immortalité. 
Plus tard, les Hébreux ont transposé l'histoire de Ziusudra à leur patriarche Noé. Le nom hellénisé Xisouthros est connu par le témoignage de Bérose, cité par Flavius Josèphe et par Georges le Syncelle, qui donne à son règne une durée de plusieurs milliers d'années. L'histoire de Ziusudra est connue par une unique tablette fragmentaire, écrite en sumérien, qui remonte probablement à l'époque paléo-babylonienne, au XVIIe siècle av. J.-C., étant donné sa typographie.